# Fujiwara no Fuhito
Fujiwara no Fuhito (藤原 不比等?; 659 – 13 settembre 720) è stato un politico giapponese oltre che statista e cortigiano, durante i periodi Asuka e Nara.
Secondo figlio di Fujiwara no Kamatari (o, secondo altre teorie, dell'imperatore Tenji), Fuhito ebbe quattro figli maschi, da due donne diverse, che furono i fondatori dei quattro rami principali del Clan Fujiwara: Fusasaki fondò il ramo Hokke (detto anche "Settentrionale"), Maro fondò il ramo Kyōke (detto anche "Capitale"), Muchimaro fondò il ramo Nanke (detto anche "Meridionale") e Umakai fondò il ramo Shikike (detto anche "Cerimoniale"). Ebbe anche quattro figlie, da altre due donne, tre da Kamohime e una da Tachibana no Michiyo. Miyako, una delle figlie avute da Kamohime, divenne una concubina dell'imperatore Monmu e diede alla luce l'imperatore Shōmu, mentre la figlia avuta da Tachibana no Michiyo, Kōmyōshi, divenne imperatrice consorte, sposando proprio suo nipote Shōmu e prendendo il nome di Kōmyō.
Durante il regno dell'imperatore Monmu, il governo ordinò che solamente i discendenti di Fuhito potessero portare il cognome di Fujiwara e potessero essere nominati nell'ufficio del Daijō-kan (太政官?), ossia in quello che, nel Giappone premoderno, era l'organo più importante del governo imperiale.

## Biografia
Nato nel 659, Fuhito aveva 13 anni quando, nel 672, scoppiò la guerra jinshin, la guerra di successione scoppiata in seguito alla morte dell'imperatore Tenji. A quel tempo suo padre, che era stato un forte sostenitore di Tenji, era già morto da tre anni, e Fuhito, che era troppo giovane per essere nominato ufficiale governativo, non fu quindi in alcun modo coinvolto in quel conflitto politico che vide infine trionfare Ōama, fratello di Tenji, il quale salì al potere con il nome di Tenmu dopo aver scacciato Ōtomo, figlio di Tenji, peraltro da quest'ultimo nominato legittimo erede al trono. Le prime notizie di Fuhito risalgono al 688, anno in cui viene indicato come cortigiano.
Nel 697 il principe Karu, ossia il futuro imperatore Monmu, figlio del principe Kusakabe e quindi nipote dell'imperatore Tenmu e dell'imperatrice Jitō, fu nominato principe ereditario. Fuhito, che aveva fortemente supportato tale nomina, si guadagnò quindi il favore dell'imperatrice Jitō e da quel momento la sua posizione a corte iniziò a guadagnare sempre più importanza. Nel 701, sua figlia Miyako, divenuta concubina dell'imperatore Monmu, diede alla luce il principe Obito, e Fuhito riuscì a persuadere la corte a nominare Obito come principe ereditario, dando anche in moglie a quest'ultimo, che diventerà imperatore con il nome di Shōmu, un'altra sua figlia, Kōmyōshi. Nonostante fino ad allora il titolo di imperatrice consorte fosse stato concesso solo a principesse di stirpe imperiale, Fuhito riuscì a ottenere da Shōmu che tale titolo fosse riconosciuto a sua figlia Kōmyōshi, cosicché ella divenne l'imperatrice Kōmyō.

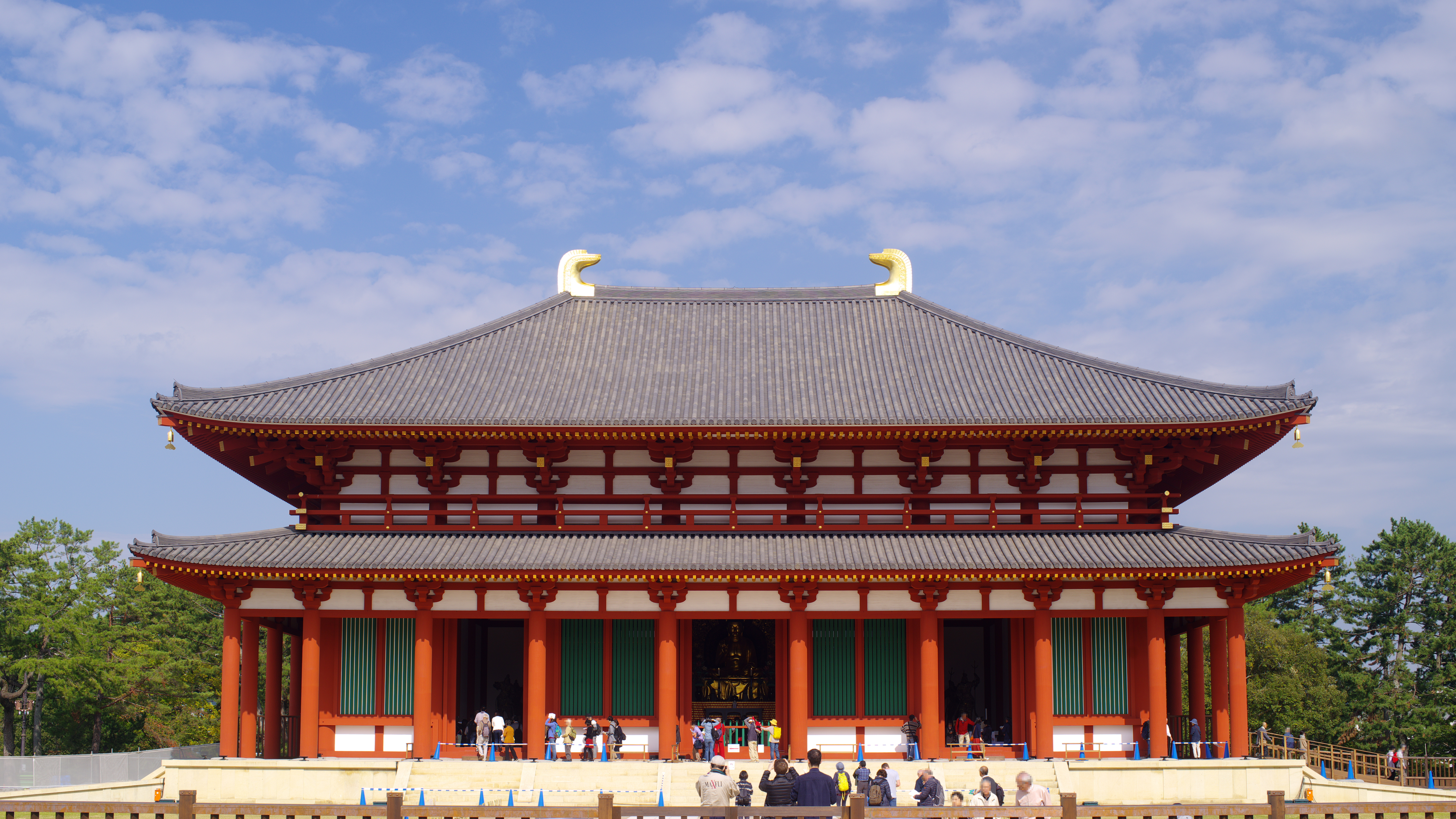
Il tempio Kōfuku-ji (Chū-kondō)

Nel 710 Fuhito fece spostare lo Yamashina-dera, il tempio buddhista fondato nel 669 da Kagami no Ōkimi, moglie principale di suo padre, alla morte di quest'ultimo, a Nara, ribattezzandolo Kōfuku-ji, nome che esso porta tutt'oggi. Anni dopo la sua morte, precisamente nel 768, vicino al Kōfuku-ji fu costruito il santuario Kasuga, il principale santuario shintoista del clan Fujiwara.
Fuhito giocò un importante ruolo nella stesura del codice Taihō (大宝律令?, Taihō-ritsuryō), un codice comprendente sia il codice penale (律?, ritsu) che il codice amministrativo (令?, ryō), promulgato nel 701 e così importante da dare al proprio nome all'era in cui fu promulgato, la quale comprende gli anni che vanno dal 701 al 704 e che è chiamata per l'appunto "era Taihō", e partecipò anche alla revisione di tale codice, il codice Yōrō (養老律令?, Yōrō-ritsuryō), che egli compilò a partire dal 718 ma di cui non vide mai la promulgazione, avvenuta solo nel 757, sotto l'imperatore Kōken. Fuhito morì infatti nel 720 mentre ricopriva la posizione di Udaijin (ministro della destra), uno dei tre ministri che formavano il corpo amministrativo centrale del Daijō-kan.

Dopo la sua morte la corte lo onorò con i due titoli di Bunchu Kō (文忠公?) e di Tankai Kō (淡海公?) e con la promozione a Daijō-daijin (cancelliere), il più elevato titolo di corte.
Negli anni, la figura di Fuhito divenne protagonista di diversi racconti leggendari molto famosi nel periodo Edo. In alcuni di questi, facenti parte del ciclo di leggende sui Gioielli delle maree, Fuhito si vede contrapposto addirittura a Ryūjin, il dio del mare dall'aspetto di dragone marino, reo di aver rubato una perla speciale dal tesoro della famiglia Fujiwara. Sarà poi la principessa Tamatori, sposa di umili origini di Fuhito, a recuperare eroicamente la perla al prezzo della vita.

## Mogli e figli
- Soga no Shōshi (Masako), figlia di Soga no Murajiko
  - Muchimaro (680-737)
  - Fusasaki (681-737)
  - Umakai (694-737)
- Kamo no Hime, figlia di Kamo no Emishi
  - Miyako (morta nel 754), sposata con l'imperatore Monmu
  - Nagako, sposata con il principe Nagaya
- Ioe no Iratsume, sorellastra di Fuhito (vedova dell'imperatore Tenmu)
  - Maro (695-737)
- Agatainukai-no-Tachimana no Michiyo (morta nel 733)
  - Asukabe-hime (imperatrice Kōmyō) (701-760), consorte dell'imperatore Shōmu
  - Tabino (Tahino), sposata con Tachibana no Moroe

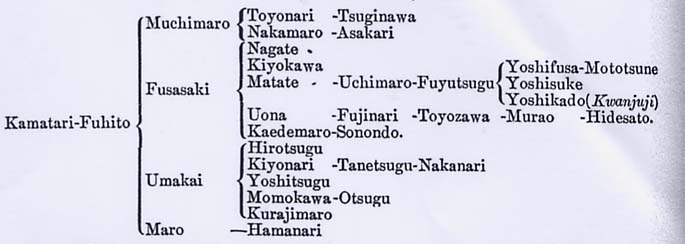
Albero genealogico del clan Fujiwara riportante i quattro figli maschi di Fuhito come appare in Edmond Papinot, Historical and geographical dictionary of Japan, 1910